# بوري (كيبك)
بوري (بالإنجليزية: Bury, Quebec)‏ هي بلدية محلية في كيبيك تقع في كندا في Le Haut-Saint-François Regional County Municipality. يقدر عدد سكانها بـ 1,159 نسمة ومساحتها 235.50 كم2 .

## المناخ
يظهر الجدول التالي التغييرات المناخية على مدار السنة لبوري:
| البيانات المناخية لـبوري          | البيانات المناخية لـبوري | البيانات المناخية لـبوري | البيانات المناخية لـبوري | البيانات المناخية لـبوري | البيانات المناخية لـبوري | البيانات المناخية لـبوري | البيانات المناخية لـبوري | البيانات المناخية لـبوري | البيانات المناخية لـبوري | البيانات المناخية لـبوري | البيانات المناخية لـبوري | البيانات المناخية لـبوري | البيانات المناخية لـبوري |
| الشهر                             | يناير                    | فبراير                   | مارس                     | أبريل                    | مايو                     | يونيو                    | يوليو                    | أغسطس                    | سبتمبر                   | أكتوبر                   | نوفمبر                   | ديسمبر                   | المعدل السنوي            |
| --------------------------------- | ------------------------ | ------------------------ | ------------------------ | ------------------------ | ------------------------ | ------------------------ | ------------------------ | ------------------------ | ------------------------ | ------------------------ | ------------------------ | ------------------------ | ------------------------ |
| الدرجة القصوى °م (°ف)             | 13.3 (55.9)              | 15.5 (59.9)              | 22.2 (72.0)              | 28.9 (84.0)              | 31.1 (88.0)              | 32 (90)                  | 33 (91)                  | 34.4 (93.9)              | 29.4 (84.9)              | 27.8 (82.0)              | 21.1 (70.0)              | 14.5 (58.1)              | 34.4 (93.9)              |
| متوسط درجة الحرارة الكبرى °م (°ف) | −6 (21)                  | −4.1 (24.6)              | 1.7 (35.1)               | 9.1 (48.4)               | 17.4 (63.3)              | 21.5 (70.7)              | 24.3 (75.7)              | 22.8 (73.0)              | 17.7 (63.9)              | 11.1 (52.0)              | 4 (39)                   | −2.8 (27.0)              | 9.7 (49.5)               |
| المتوسط اليومي °م (°ف)            | −11.4 (11.5)             | −9.6 (14.7)              | −3.7 (25.3)              | 3.8 (38.8)               | 11.2 (52.2)              | 15.7 (60.3)              | 18.4 (65.1)              | 17.1 (62.8)              | 12.4 (54.3)              | 6.3 (43.3)               | −0.2 (31.6)              | −7.7 (18.1)              | 4.4 (39.9)               |
| متوسط درجة الحرارة الصغرى °م (°ف) | −16.7 (1.9)              | −15 (5)                  | −9.1 (15.6)              | −1.6 (29.1)              | 5 (41)                   | 9.9 (49.8)               | 12.5 (54.5)              | 11.5 (52.7)              | 7 (45)                   | 1.4 (34.5)               | −4.4 (24.1)              | −12.5 (9.5)              | −1 (30)                  |
| أدنى درجة حرارة °م (°ف)           | −38 (−36)                | −38.9 (−38.0)            | −33 (−27)                | −22.2 (−8.0)             | −7.8 (18.0)              | −1.1 (30.0)              | 0 (32)                   | −1.1 (30.0)              | −6 (21)                  | −12.2 (10.0)             | −23.3 (−9.9)             | −35.6 (−32.1)            | −38.9 (−38.0)            |
| الهطول مم (إنش)                   | 102.1 (4.02)             | 81.2 (3.20)              | 104.6 (4.12)             | 96.7 (3.81)              | 107.2 (4.22)             | 117.8 (4.64)             | 118.5 (4.67)             | 135 (5.3)                | 113.3 (4.46)             | 102.2 (4.02)             | 104.6 (4.12)             | 102.8 (4.05)             | 1٬285٫8 (50.62)          |
| المصدر: Environment Canada        |                          |                          |                          |                          |                          |                          |                          |                          |                          |                          |                          |                          |                          |

## أعلام
- جيمس هنت
- جوليا غريس ويلز